# Flädierevs naturreservat
Flädierevs naturreservat är ett naturreservat i Lomma kommun i Skåne län.
Området är naturskyddat sedan 2019 och är 180 hektar stort. Det omfattar ett  grunt havsområde som sträcker sig från strandkanten ut till ca 9 m djup belägen utanför Bjärreds norra strand.